# Сафроново (Томський район)
Сафро́ново (рос. Сафроново) — присілок у складі Томського району Томської області, Росія. Входить до складу Корниловського сільського поселення.

## Населення
Населення — 2 особи (2010; 0 у 2002).